# Русифікація Фінляндії

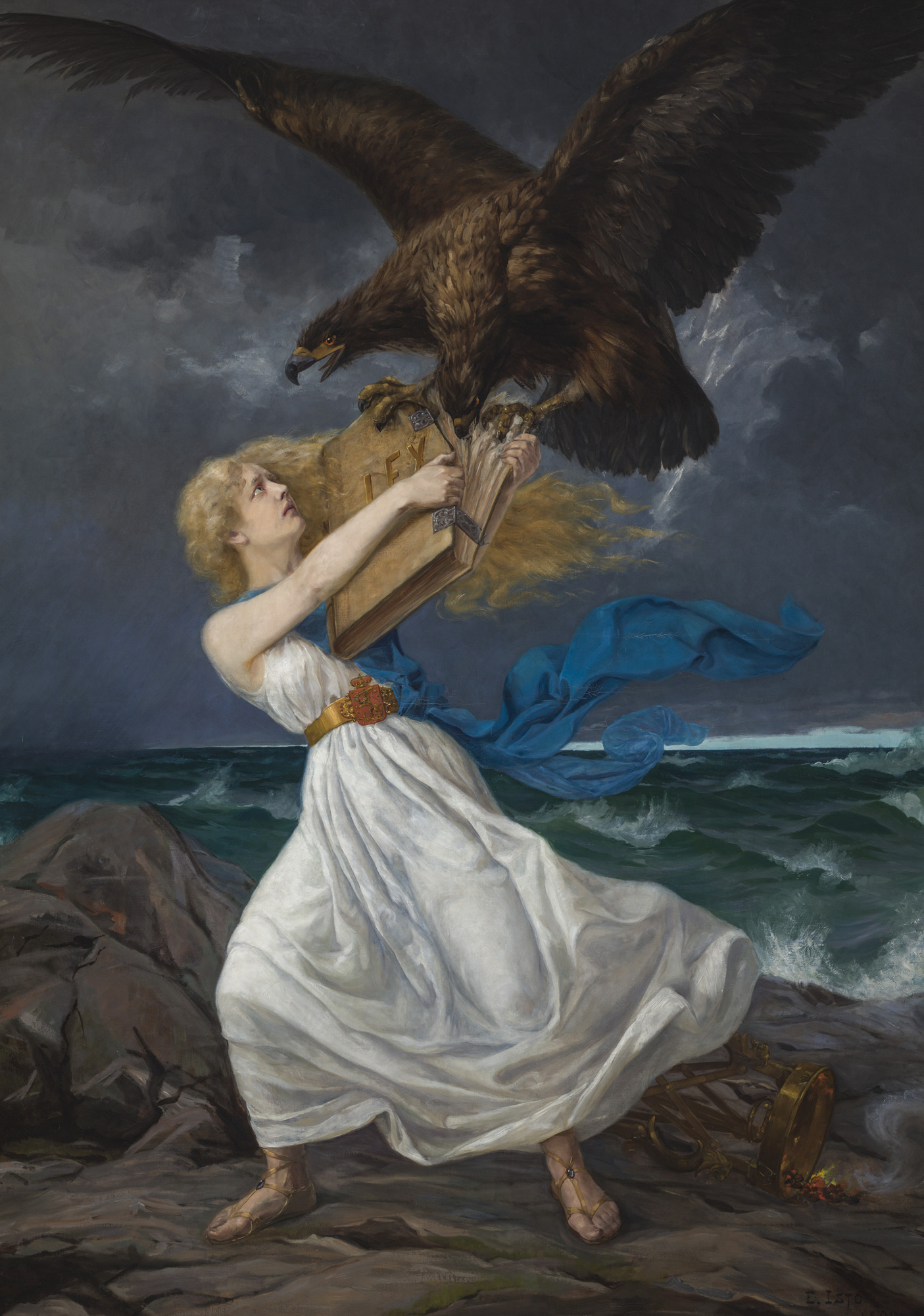
Картина Едварда Істо «Атака» (1899) символізує русифікацію Фінляндії. Двоголовий орел з російського герба вириває книгу законів з рук Фінської Діви.

Русифікація Фінляндії (фін. sortokaudet / sortovuodet, дос. «часи / роки утисків») — політика Російської імперії щодо Великого князівства Фінляндського в кінці XIX — початку XX століття, спрямована на поступову ліквідацію автономії Фінляндії, її інтеграцію в склад імперії та запровадження на її території законів імперії.
При цьому основний закон Фінляндії, «Закон про форму правління Швеції 1772 року» (конституція, як його назвав Олександр I на Боргоському сеймі), також залишався в силі, що дозволяло незадоволеним звинувачувати владу в «беззаконні». Найбільш послідовно політика русифікації проводилася в 1899—1905 рр. і 1908—1917 рр., які увійшли у фінську історіографію під назвою «час гонінь» (фін. sortokaudet/sortovuodet). Основними віхами русифікації були:
- Лютневий маніфест від 1899 року, який встановив право великого князя видавати закони без погодження з представницькими органами влади Фінляндії;
- Маніфест про мову від 1900 року, який оголосив російську мову третьою офіційною мовою фінської адміністрації після шведської та фінської;
- Закон про призов до війська від 1901 року, який ліквідував окремі фінські збройні сили й включив їх до складу армії Російської імперії;
- Закон про порядок публікації законів і постанов загальнодержавного значення, що стосуються Фінляндії від 1910 року, що різко обмежив права фінського сейму на користь державної думи і, частково, уряду Російської імперії;
- Розпуск парламенту і репресії щодо фінських сепаратистів у 1910—1914 рр.

Політика русифікації сприяла піднесенню фінського національного руху, який у період Першої світової війни переріс в боротьбу за незалежність Фінляндії. Слід зазначити, що на відміну від ряду інших національних окраїн Російської імперії, русифікація Фінляндії проводилася насамперед в адміністративно-правовій сфері й практично не зачіпала культуру і систему освіти країни. Вона проявлялася здебільшого у спробах інтеграції фінської економіки в загальноросійську, приведення державного устрою і законодавства Фінляндії до загальноросійських норм і створення єдиної оборонної системи.

## Передісторія

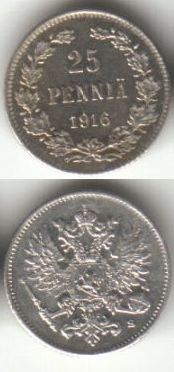
Будучи частиною Російської імперії, Фінляндія зберігала автономію і право карбувати власну монету

Велике князівство Фінляндське, утворене в 1809 році після приєднання Фінляндії до Російської імперії (в 1811 році в адміністративному порядку до князівства було приєднано Виборзьку губернію з переходом під його юрисдикцію), протягом ХІХ століття мало досить широку автономію, власну конституційну систему, відмінний від імперії календар, законодавство і парламентське представництво. Збереження цієї системи було обіцяно Олександром I на Боргоському сеймі. Управління здійснювалося Сенатом, номінально очолюваним російським генерал-губернатором. Фінляндія мала власну валюту (марку), а державною мовою великого князівства від 1883 року була, крім шведської, і фінська. До кінця XIX століття, після ліквідації автономії царства Польського, Фінляндія нарівні з Хівинським ханством і Бухарським еміратом залишалася однією з небагатьох територій у складі Російської імперії, які користуються широкою внутрішньою самостійністю.
Від моменту приєднання Фінляндії до Росії всі інші піддані Російської імперії були обмежені в правах на території великого князівства: вони не тільки не мали політичних прав, але і їх правоздатність у цілому була обмежена до мінімуму, причому обмеження це практикувалося строго за етнічно-конфесійною ознакою і не поширювалося, наприклад, на фінів, шведів і німців-лютеран. У ранній період «русифікація» виявлялася, насамперед, у відновленні ряду історичних назв на Карельському перешийку, замінених на фінські в період між Столбовським і Ништадтським миром.
Наприкінці 1890-х рр. в імперії посилилися тенденції централізації та почався новий виток політики русифікації національних околиць, метою якої, зокрема, були ліквідація сепаратизму серед неросійських народів, залучення їх до російської культурної спільноти і посилення адміністративного контролю над національними меншинами імперії. Одним з головних важелів цієї політики стало запровадження російської мови у школах і державних установах як обов'язкової. Крім того, конституційна система Фінляндії різко контрастувала з самодержавством, панівним на решті території імперії. З іншого боку, в умовах ускладнення міжнародних відносин на межі століть сильно зросло військово-стратегічне значення Фінляндії, яка могла бути використана будь-якою сильною європейською державою як база для нападу на Росію, що ставило під загрозу безпеку Санкт-Петербурга. Ще в період Кримської війни, коли територія Фінляндії піддавалася обстрілу англо-французького флоту, а власна фінська армія показала себе нездатною чинити відчутний опір, стала очевидною необхідність більш тісної інтеграції збройних сил Фінляндії та Російської імперії.

## Русифікація в 1899—1905 рр

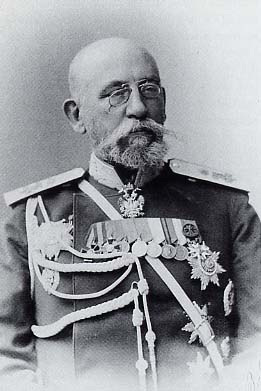
Генерал Бобриков, що загинув від рук фінського патріота

Початок планомірної русифікації Фінляндії був пов'язаний з призначенням у жовтні 1898 року генерал-губернатором Фінляндії Миколи Бобрикова. Вже у лютому 1899 року імператор Микола II підписав маніфест, яким затвердив право монарха видавати обов'язкові до публікації на території Фінляндії закони без погодження з фінським сеймом і фінським сенатом країни. Лютневий маніфест істотно обмежував конституційну систему Фінляндії і наближав правовий статус великого князівства до статусу інших російських регіонів. Це викликало масові протести у Фінляндії. Петиції з проханням до імператора скасувати Лютневий маніфест зібрали понад 500 000 підписів. На їх основі була складена «Велика адреса», яка незабаром була представлена Миколі II. Однак імператор не вважав за потрібне взяти до уваги звернення своїх фінських підданих. У 1900 році був виданий новий маніфест про мову, згідно з яким російську було оголошено мовою діловодства і адміністрації (через дев'яносто років після приєднання до Російської імперії). 1901 року вийшов новий закон, який ліквідував окремі фінські збройні сили і включив їх до складу єдиної армії Російської імперії, зробивши формально можливим використання фінських військовослужбовців у будь-яких кінцях імперії (до цього, лише на території князівства). Був закритий Фінляндський кадетський корпус.
Ці законодавчі акти викликали різке обурення у Фінляндії. Спочатку в політичній системі великого князівства склалася два, приблизно рівні за силами, угруповання — конституціоналістів (Партія молодофінів і Шведська партія), які виступали за відновлення традиційної конституції країни і припинення політики русифікації, і так звані «лагідні» («старі фіни»), прихильники компромісу з Росією і опори на неї в боротьбі з посиленням шведського впливу в Фінляндії. Однак з посиленням русифікації і особливо після затвердження маніфесту про військову повинність 1901 року, позиції «слухняних» дедалі слабшали, а громадська думка країни радикалізувалася в антиросійському дусі. У країні почастішали страйки, стало розширюватися застосування тактики «пасивного опору». Так, 1902 року на призовні пункти з'явилася лише половина фінських призовників, зобов'язаних до військової служби за маніфестом 1901 року. Після ряду доволі неприємних прецедентів російський уряд дійшов висновку про " ненадійність фінських солдатів і зменшив квоту призову у Фінляндії, ввівши одночасно податок на звільнення від військової служби. У той же час посилювалися заходи проти опозиції: прихильники фінської конституції витіснялися з посад у державній системі, посилилася цензура, а в 1903 році М. Бобрикову були надані особливі повноваження. Хоча того ж року було розгромлено фінське таємне товариство «Каґаалі», що боролося проти русифікації країни, його члени знайшли притулок у Швеції і продовжили звідти революційну роботу, увійшовши в контакт з російськими терористичними групами соціалістичної спрямованості. 16 червня 1904 року в Гельсінгфорсі фінський патріот Ейґен Шауман убив генерал-губернатора М. Бобрикова.

## Відновлення конституції в 1905—1908 рр
З початком російсько-японської війни радикальні групи фінських націоналістів отримали фінансову допомогу від японського уряду через полковника Акасі та закупили зброю для організації повстання з метою проголошення незалежності Фінляндії. Проте крах судна, яке доставляло озброєння, призвів до провалу плану. А втім, під час революції 1905 року у Фінляндії різко посилився страйковий рух, почастішали виступи опозиції, що вимагає відновлення конституції країни. Цей рух завершився перемогою: маніфестом 17 жовтня 1905 року імператор призупинив дію русифікаційних законів і особливих повноважень генерал-губернатора.
Послаблений революційними виступами в 1905—1907 рр. та поразкою в російсько-японській війні уряд Російської імперії від кінця 1905 року припинив політику русифікації в Фінляндії і відновив дію старої фінської конституції.
Крім того, у 1906 році була проведена реформа представницького органу Фінляндії — застарілий становий сейм був замінений однопалатним парламентом Едускунтою (фін. eduskunta) (за традицією в Росії його й далі називали сеймом), що обираються за принципом загального виборчого права. 7 (20) июля 1906 года Микола II затвердив ухвалений сеймом новий статут сейму, який передбачав запровадження однопалатного парламенту, що обирається на основі загального рівного виборчого права всіма громадянами з 24-річного віку. Число осіб з правом голосу зросла з 125 000 до 1 125 000 чоловік. Фінляндія стала другою країною світу після Нової Зеландії, де виборчі права отримали жінки.

## Русифікація в 1908—1917 рр
Після революції 1905—1907 рр. політика Російської імперії у Фінляндії знову набула характеру посилення русифікації та обмеження фінської автономії. За ініціативою прем'єр-міністра Росії Петра Столипіна відновився наступ на повноваження фінського парламенту. Законом 17 червня 1910 року вони були істотно обмежені, парламент не міг впливати на ряд питань, зокрема на військову повинність, державну мова, контроль над програмами викладання, порядок проведення зборів, питання друку, митні тарифи тощо.
Компетенцією імператора, Державної ради і Державної думи Російської імперії були оголошені всі питання, якщо тільки вони не належать виключно до одних лише внутрішніх справ князівства. У 1910 році парламент Фінляндії був розпущений, а його голова Пер Евінд Свінгувуд засланий до Сибіру. Знову були розширені права генерал-губернатора, російська мова залишалася офіційною мовою адміністративних установ.
5 лютого 1912 року вийшов закон про зрівняння в правах російських громадян з фінами в межах Фінляндії.
До 1914 року автономія Фінляндії була різко обмежена. Репресії щодо фінських патріотів і русифікація країни викликала зростання антиросійських настроїв і піднесення руху за суверенізацію Фінляндії, аж до проголошення її незалежності. Після початку Першої світової війни суттєво погіршилася економічна ситуація в країні, у Фінляндії були розміщені значні контингенти російської армії. Хоча скликання парламенту було відновлено, в листопаді 1914 р. у фінській пресі були опубліковані секретні матеріали російського уряду, що свідчили про наявність довгострокової програми русифікації країни. Це сприяло радикалізації національного руху Фінляндії. Частина фінів стала симпатизувати державам Троїстого союзу, а в Німеччині почали формуватися військові частини фінських сепаратистів (фінські єгеря), які в подальшому брали участь у боях на східному фронті. Національний рух за незалежність Фінляндії отримало розвиток в ході Першої світової війни за підтримки кайзерівської Німеччини, яка підтримувала антиурядові рухи країн Антанти, прагнучи послабити ворогів зсередини. На виборах 1916 р. у парламент перемогла опозиційна соціал-демократична партія Фінляндії.
Лютнева революція 1917 року в Росії викликала підйом сепаратистського руху у Фінляндії. З поваленням Миколи II особиста унія Фінляндії та Росії була де-факто ліквідована. У березні 1917 р. фінська конституція була відновлена. Спочатку сейм Фінляндії, у якому більшість становили соціал-демократи, і сенат співпрацювали з Тимчасовим урядом, проте відмова останнього негайно вирішити питання про те, кому належить вища влада у Великому князівстві до скликання Установчих зборів, призвів до конфлікту між фінськими соціал-демократами і російським урядом.
18 липня 1917 року з ініціативи соціал-демократів сейм прийняв закон про відновлення автономних прав Фінляндії, різко обмежував повноваження російського уряду стосовно Фінляндії (за винятком питань оборони і міжнародних відносин). Цей закон був скасований Тимчасовим урядом, фінський парламент розпущений, а його будівля зайнята російськими військами. На нових виборах перемогли більш консервативні сили, які пішли на поступки Тимчасовому уряду. В самій Фінляндії почалися зіткнення між соціал-демократами і правоцентристами, політичні вбивства, швидко формувалися загони «білої» і «червоної» гвардій.

## Проголошення незалежності
Надії на угоду з Всеросійськими установчими зборами зникають з приходом більшовиків до влади. Після зречення імператора від престолу в березні 1917 року і тривалої відсутності претендентів на престол створилася ситуація, яка дозволила парламенту Фінляндії юридично, відповідно до параграфа 38 конституції, обрати нову верховну владу в країні, — 6 грудня 1917 року була проголошена незалежність Фінляндії. Після Жовтневого перевороту Радянська Росія задіяла розташовані у Фінляндії російські війська з метою повалити фінський уряд і встановити більшовицьку диктатуру. План провалився, і тоді РРФСР рушила на Фінляндію свої регулярні частини, але зазнала нищівної поразки і змушена була визнати незалежність Фінляндської держави. Російські війська залишили територію країни до 1939 року, коли СРСР знову атакує Фінляндію.